# Якубу Говон
Якубу Дан-Юмма Говона (англ. Yakubu Dan-Yumma Gowon; (нар. 19 жовтня 1934, Канке, Нігерія) — нігерійський диктатор (1966–1975), генерал.

## Біографія
Син християнського священика. Навчався військовій справі у Королівській військовій академії Великої Британії. З 1963 року — підполковник, начальник штабу нігерійської армії. З липня 1966 — головнокомандувач нігерійські армії і фактичний глава держави. Проводив курс на федералізацію Нігерії.
Скинутий в 1975 році. Емігрував до Великої Британії, проте згодом повернувся в на батьківщину, де зайнявся нафтовим бізнесом.